# Taha Yassin Ramadan
Taha Yasin Ramadan Al-Jizrawi (Mossul, 22 de fevereiro de 1938 ― Bagdá, 20 de março de 2007) foi vice-presidente do Iraque desde março de 1991 até à queda do presidente Saddam Hussein em 9 de abril de 2003.

## Carreira política

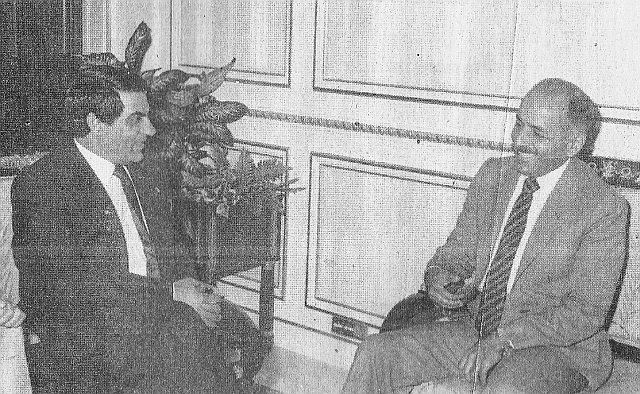
Taha Yassin Ramadan com Ben Ali da Tunísia, 1988

Originalmente um funcionário bancário, juntou-se mais tarde aos militares, e em 1956 e ao Partido Baath, onde conheceu Saddam Hussein. As carreiras dos dois homens estiveram intimamente interligadas desde então, e em 1991, Saddam o tornou vice-presidente do Iraque. Ele era originário da região curda do Iraque e era fluente na língua curda.
Ramadan era um dos poucos sobreviventes entre os participantes do golpe de estado de 1968, que levou o Baath ao poder. Desde então, foi subindo sem descanso os degraus do partido laico pan-árabe.
Em tudo, Ramadan demonstrou fidelidade total a Saddam. Ele foi a voz dentro do regime que insultava diferentes governantes árabes, às vezes em público, criticando seu alinhamento com os Estados Unidos da América.

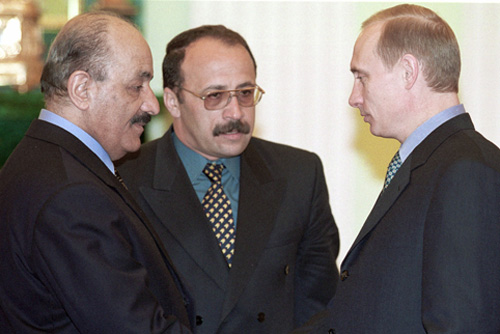
O presidente russo Vladimir Putin se encontra com o vice-presidente iraquiano Taha Yassin Ramadan em 2001

Foi alvo de vários atentados, o último deles em 1997.

## Captura, julgamento e execução
Depois da Invasão do Iraque em 2003, Taha Yasin Ramadan foi colocado pelos norte-americanos na "Lista dos Iraquianos mais Procurados", e mais tarde pintado como o Dez de Ouros no "Baralho dos Iraquianos mais Procurados". Foi capturado no dia 19 de agosto de 2003 em Mossul, por guerreiros da União Patriótica do Curdistão (UPC) e entregue às forças americanas.
Ele foi julgado pelo mesmo tribunal especial que fez o julgamento de Saddam Hussein pelo homicídio de 148 xiitas em Al-Dujail, como consequência de um atentado frustrado ao antigo presidente. No dia 5 de novembro de 2006 foi sentenciado a prisão perpétua. Três dias depois um dos seus advogados de defesa, Adel al-Zubeidi, foi assassinado por três homens armados.
De qualquer forma, no dia 26 de dezembro de 2006 a Câmara de Apelações ordenou o envio do caso Ramadan ao Tribunal Penal Supremo, solicitando uma sentença mais dura, por considerar que o veredicto havia sido muito clemente. A condenação à morte por enforcamento foi determinada no dia 12 de fevereiro de 2007. A execução teve lugar às primeiras horas da madrugada do dia 20 de março de 2007.